# Descossaquização
Descossaquização (Raskazachivaniye) é um termo utilizado para descrever a política dos bolcheviques na eliminação sistemática dos cossacos enquanto grupos sociais distintos.[carece de fontes?]
A política de descossaquização resultou em terror em massa e repressão contra os cossacos, expressa em execuções em massa, tomada de reféns e queima de aldeias. No processo de descossaquização, também foram feitas requisições de bens imóveis e pessoais, incluindo gado e produtos agrícolas, a realocação de camponeses e o despejo de fazendas e aldeias inteiras.
Este foi o primeiro exemplo de uma decisão de líderes soviéticos de "eliminar, exterminar, e expulsar a população de um território". A descossaquização  é frequentemente descrito como um genocídio dos cossacos, um processo descrito pelo estudioso Peter Holquist como parte de uma "implacável" e "tentativa radical de eliminar grupos sociais indesejáveis" que mostrava "a dedicação do regime soviético à engenharia social".

## Atitude dos cossacos em relação aos comunistas
A cisão dentre os diferentes grupos cossacos era visível ainda durante a Revolução de Fevereiro, quando grupos de cossacos (geralmente atuando de uma forma homogênea de acordo com a origem territorial, por exemplo, mas mesmo o critério territorial pode ser frágil como divisor das tendências vermelhas ou brancas dos cossacos. O escritor Mikhail Sholokhov, por exemplo, era cossaco do Don, um dos grupos mais anti-comunistas, e mesmo assim ele e seus amigos entraram para o Exército Vermelho, e não o Exército Branco). A questão da relação dos cossacos com a terra, a coletivização e a descossaquização também variou muito de região para região. Trotsky chegou a sugerir que os bolcheviques fizessem concessões maiores de terras para os grupos dos cossacos que invés de se aliarem a eles, como tantos outros, preferiram permanecer fiéis à nobreza militarizada russa que pretendia restabelecer o czarismo - cada general pensando em si mesmo como novo czar. Esse privilégio na extensão de seus domínios poderia atraí-los para o Exército Vermelho, uma vez que provavelmente a terra dividida teria que ser a que pertencia a seus generais, desde que as reformas que aboliram a servidão também negaram o direito de uso que os camponeses tinham sobre a terra - o que é natural num sistema feudal - para implementar a posse única de indivíduos da nobreza.
Da mesma forma que, durante a guerra civil, grupos cossacos ficaram do lado dos brancos e outros grupos ficaram com os bolcheviques, a Segunda Guerra Mundial, ou Grande Guerra Patriótica, como os soviéticos preferiram denominá-la, foi uma reedição dessa situação. Enquanto alguns cossacos ingressaram nos exércitos irregulares da guerrilha partisan e na cavalaria do Exército Vermelho (onde contavam com o privilégio de terem unidades especiais desde 1936), outros se aliaram aos invasores nazistas e passaram a formar tropas subordinadas, que ficaram também encarregadas de capturar minorias que os nazistas queriam exterminar.
A cavalaria cossaca do Exército Vermelho, ao contrário da tristemente célebre cavalaria polaca de 1939, conseguiu ótimos resultados contra a wehrmacht, inclusive contra os blindados que destroçaram os poloneses, uma vez que, em bosques e pântanos e em terreno coberto por grossas camadas de neve, a cavalaria podia manobrar mais eficazmente e acertar molotovs nos tanques.

## Repressão soviética
A política foi estabelecida por uma resolução secreta Partido Bolchevique em 24 de janeiro de 1919. Em meados de Março de 1919, forças da Checa executam mais de 8.000 Cossacos. Em resposta a isto, uma revolta começou com grande liquidação ( "stanitsa") de Veshenskaya em 11 de Março de 1919. Os Cossacos reivindicavam eleições livres, mas contra o comunismo e a coletivização da agricultura. Os Cossacos do Don criaram um exército de 30.000 homens bem armados.
Porém essas represálias e o teor do documento não se opunham a todos os cossacos, mas fazia uma distinção fundamental: os cossacos que apoiavam o regime bolchevique e os cossacos que combatiam-no.

Em 8 de abril de 1919, é emitida uma resolução que considera os cossacos como a base da contra-revolução e pressupõe sua destruição como um grupo econômico especial:
Tudo isso representa uma tarefa urgente para a questão da destruição completa, rápida e decisiva dos cossacos como um grupo econômico especial, a destruição de seus fundamentos econômicos, a destruição física da burocracia cossaca e dos oficiais, em geral, toda a cúspide de os cossacos, ativamente contra-revolucionários, a dispersão e neutralização dos cossacos básicos e a eliminação formal dos cossacos.
Forças militares bolcheviques voltaram em fevereiro de 1920. A região do Don foi obrigada a fazer uma contribuição de grãos que elevaram o total da produção anual da área. Quase todos Cossacos aderiram ao Exército Verde ou outras forças rebeldes. Juntamente com as tropas do Barão Wrangel, que obrigou o Exército Vermelho a sair da região em agosto de 1920.
Após a retomada da Crimeia pelo Exército Vermelho, os Cossacos se tornaram vítimas do Terror vermelho. Comissões especiais encarregadas da descossaquização condenaram mais de 6.000 pessoas à morte, somente em Outubro de 1920. As famílias e, muitas vezes, os vizinhos dos suspeitos de serem rebeldes foram tomados como reféns e enviados para campos de concentração.
A Pyatigorsk Cheka organizou um "dia do terror vermelho" para executar 300 pessoas em um dia. Eles ordenaram que as organizações locais do Partido Comunista elaborassem listas de execução. De acordo com um dos chekistas, "esse método um tanto insatisfatório levou a muitos ajustes privados de contas antigas... Em Kislovodsk, por falta de uma ideia melhor, decidiu-se matar as pessoas que estavam no hospital". Muitas cidades cossacas foram totalmente queimadas e todos os sobreviventes foram deportados por ordem de Sergo Ordzhonikidze, chefe do Comitê Revolucionário do Norte do Cáucaso. Os arquivos de Sergo Ordjonikidze incluem vários documentos relacionados às operações de descomissionamento. Sua ordem de 23 de outubro afirmava:[carece de fontes?]
1. A cidade de Kalinovskaya será incendiada.
2. Os habitantes de Ermolovskaya, Romanovskaya, Samacinskaya e Mikhailovskaya devem ser evacuados de suas casas, e essas casas devem ser distribuídas entre os camponeses pobres, especialmente os chechenos, que sempre demonstraram grande respeito pelo poder soviético.
3. Todos os homens entre 18 e 50 anos das cidades citadas serão reunidos em comboios e deportados sob vigilância armada para o norte, onde serão sentenciados a trabalhos forçados.
4. Mulheres, crianças e idosos devem ser evacuados de suas casas, mesmo que tenham permissão para se estabelecer mais ao norte.
5. Todos os rebanhos e propriedades nas cidades mencionadas serão confiscados.

Em novembro de 1920, Feliks Dzerzhinsky, chefe da Cheka, relatou a Lenin:
A república tem de organizar o internamento em campos de cerca de 100.000 prisioneiros da frente sul e de grandes massas de pessoas expulsas dos assentamentos rebeldes [cossacos] de Terek, Kuban e Don. Hoje, 403 homens e mulheres cossacos com idades entre 14 e 17 anos vieram para Oryol para serem internados em um campo de concentração. Eles não podem ser aceitos porque o Oryol já está sobrecarregado.
Entre 300.000 e 500.000 pessoas foram mortas ou deportadas em 1919-1920, de uma população de 3 milhões nas regiões do Don e Kuban - que eram as regiões anti-comunistas onde se previa a derrota militar dos cossacos, como resultado da descossaquização, de acordo com estimativas conservadoras. O historiador soviético Dmitri Volkogonov afirmou que "Quase um terço da população cossaca foi exterminada".